# 郯子
郯子（たんし、生没年不詳）は、『二十四孝』に記載がある人物。春秋時代の郯の君主である。己姓の子爵。道徳を構え、仁義を施し、百姓に恩威に感じられていた。

## 逸話

### 鹿乳奉親
郯子が君主位に就く前、君主と側室（つまり両親）は眼病を患っていた。治すには鹿の乳が必要であった。郯子は鹿の皮を被って、鹿の群れに紛れ、鹿乳を絞りとろうとした。猟師は一匹の動かない鹿（この鹿は郯子である）を射ようとすると、郯子は急いで鹿の皮を脱ぎ、猟師に事情を説明した。猟師は感動し、鹿の乳を渡した。

### 昭公問官
魯の昭公17年、郯子は魯への2回訪問した。昭公は郯子をもてなす宴会を主催した。魯の叔孫婼（叔孫昭子）は古帝の少昊が官名に鳥をつけている理由を問うた。郯子は経典より引用して解説した。当時、孔子は魯に居て、この事件を聞いた後、郯子から官制を学んだ。これが「孔子師郯子」の由来である。